# سيم التقسيم

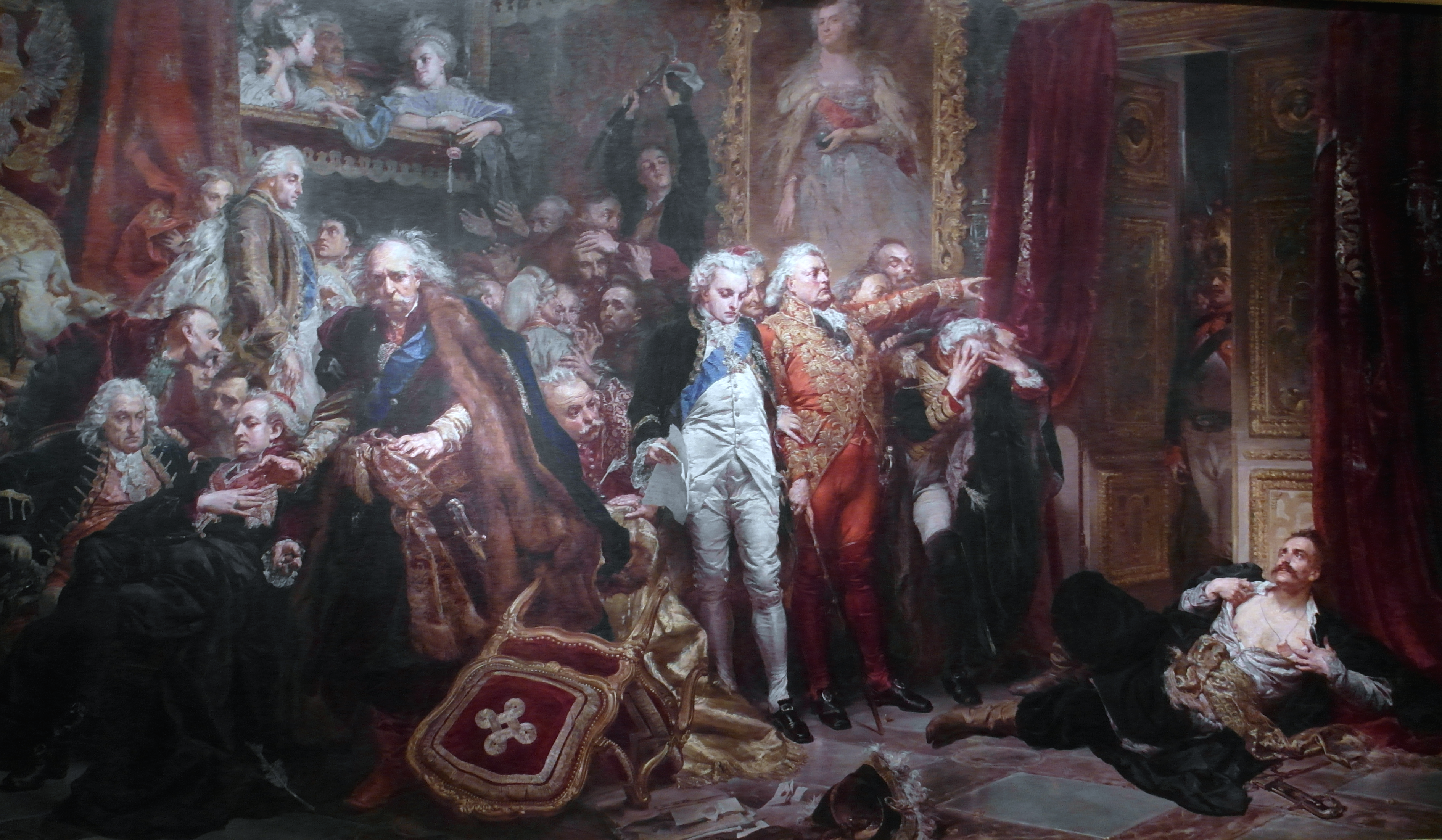

سيم التقسيم أو برلمان التقسيم (بالبولندية: Sejm Rozbiorowy) هو البرلمان البولندي للكومنولث البولندي الليتواني الذي استمر من عام 1773 حتى عام 1775، وعقدته بولندا بطلب من ثلاث دول مجاورة لها (الإمبراطورية الروسية، وبروسيا، والنمسا) بهدف إضفاء الشرعية على تقاسم بولندا الأول. خلال الأيام الأولى لانعقاد البرلمان، كان مجلس النواب البولندي (سيم) مركز حركة الاحتجاج الشهيرة التي أطلقها تادوس ريتان ضد سيم التقسيم. أقر مجلس النواب البولندي تشريعات أخرى، كان أبرزها تشكيل المجلس الدائم ولجنة التربية الوطنية. جرت المصادقة أيضًا على قوانين الكاردينال (القوانين الرئيسية).
كفلت الإمبراطورية الروسية التشريع الجديد، ما منحها مبررًا آخر للتدخل في سياسات الكومنولث في حالة تغيير التشريع الذي حبذته. كانت روسيا الطرف الأكثر تصميمًا على تشكيل المجلس الدائم الذي رأته وسيلة أخرى للسيطرة على الكومنولث.
كان تشكيل لجنة التربية الوطنية، أول وزارة للتعليم في الكومنولث وأوروبا، الإنجاز الأكثر فخرًا وإيجابية لسيم التقسيم الذي كثيرًا ما كان يتعرض للشجب.

## نبذة تاريخية
في أواخر القرن السابع عشر وأوائل القرن الثامن عشر، جرى تقليص الكومنولث البولندي الليتواني ليصبح محمية روسية (أو إقطاعية أو دولة تابعة) بعد أن كان مركز السلطة الأوروبية العظمى. اختار القياصرة الروس بشكل فعال الملوك البولنديين الليتوانيين الذين يستخدمون «الانتخابات الحرة» وقرروا نتائج معظم السياسات الداخلية في بولندا. فمثلًا سُمي المجلس بمجلس سيم ربنين على اسم السفير الروسي الذي ترأس الإجراءات بشكل غير رسمي.
حدث سيم التقسيم وتقاسم بولندا الأول بعد تحول ميزان القوى في أوروبا، إذ ساهمت الانتصارات الروسية ضد الدولة العثمانية في الحرب الروسية التركية (1768-1774) في تعزيز قوة روسيا وتهديد مصالح هابسبورغ في تلك المنطقة (وخاصة في إمارة البغدان والأفلاق). عندئذ فكرت هابسبورغ النمساوية في شن حرب ضد روسيا.
اقترحت فرنسا، التي كانت صديقة لكل من روسيا والنمسا، مجموعة من التعديلات الإقليمية، إذ سيعوض عن النمسا بأجزاء من مقاطعة سيليزيا، وستحصل بروسيا بدورها على إيرملاند البولندية (وارميا) وأجزاء من دوقية كورلاند وسيميغاليا، وهي إقطاعية بولندية كانت تخضع للهيمنة الألمانية البلطيقية بالفعل. لم يكن لدى ملك بروسيا فريدرش العظيم أي نية للتخلي عن سيليزيا، التي حصل عليها مؤخرًا في الحروب السيليزية. لكنه كان مهتمًا أيضًا بإيجاد حل سلمي؛ لأن تحالفه مع روسيا قد يستدرجه إلى حرب محتملة مع النمسا، بالإضافة إلى ضعف خزانة بروسيا وجيشها بسبب حرب السنوات السبع. اهتم أيضًا بحماية الإمبراطورية العثمانية الضعيفة، التي يمكن الاستفادة منها في حالة نشوب حرب بروسية سواء مع روسيا أو النمسا. أمضى شقيق فريدرش، الأمير هنري، شتاء (1770-1771) كممثل للمحكمة البروسية في سانت بطرسبرغ. بما أن النمسا ضمت 13 مدينة في منطقة زيبس الهنغارية في عام 1769 (منتهكة بذلك معاهدة لوبولا)، اقترحت كاترين الثانية من روسيا ومستشارها الجنرال إيفان تشيرنيشيوف على الأمير هنري أن تطالب بروسيا ببعض الأراضي البولندية مثل إيرملاند (وارميا). بعد أن أبلغ هنري فريدرش بالاقتراح، اقترح الملك البروسي أن تقسم النمسا، وبروسيا، وروسيا الأراضي الحدودية البولندية، مع إعطاء الحصة الأكبر إلى الطرف الأكثر ضعفًا بسبب التغيرات الأخيرة في ميزان القوى، النمسا. بذلك حاول فريدرش تشجيع روسيا على توجيه توسعها نحو بولندا الضعيفة والمختلة بدلًا من الدولة العثمانية. اقترح رجل الدولة النمساوي وينزل أنطون جراف كاونيتز أن تأخذ بروسيا أراضٍ من بولندا مقابل تخليها عن سيليزيا إلى النمسا، لكن فريدرش رفض اقتراحه.
رغم أن روسيا اعتبرت بولندا الضعيفة محمية خاصة بها لعدة عقود (منذ عصر مجلس النواب الصامت)، لكن بولندا أيضًا تعرضت لحرب أهلية تسببت في تدميرها إذ حاولت قوى اتحاد بار تعطيل السيطرة الروسية على بولندا. أدت ثورة فلاحي كولييفشينا وثورة القوزاق في أوكرانيا أيضًا إلى إضعاف الموقف البولندي. علاوة على ذلك، كان ينظر إلى الملك البولندي المدعوم من روسيا، ستانيسواف أغسطس بونياتوفسكي، كشخص ضعيف ذي عقلية مستقلة جدًا؛ وفي نهاية المطاف قررت المحكمة الروسية أن الفائدة المرجوة من بولندا باعتبارها محمية روسية تضاءلت. بررت السلطات الثلاث تدخلاتها رسميًا، كتعويض عن التعامل مع دولة مجاورة ذات مشاكل ولاستعادة النظام في بولندا عبر التدخل العسكري (قدم اتحاد بار حججًا مقنعة)؛ لكن في الواقع كانت الدول الثلاث مهتمة بتحقيق مكاسب إقليمية.